# Ettelbruck
Ettelbruck (luxembourgsk: Ettelbréck, tysk Ettelbrück) er en kommune og en by i Luxembourg. Kommunen, som har et areal på 15,18 km², ligger i kantonen Diekirch i distriktet Diekirch. I 2005 havde kommunen 7.478 indbyggere. 

## Galleri
- Ettelbruck Kirke
- Rådhuset i Ettelbruck